# وی‌بولتن
وی‌بولتن (به انگلیسی: vBulletin) یکی از نرم‌افزارها و سیستم‌های مدیریت انجمن است. این برنامه جزو یکی از محبوب‌ترین برنامه‌ها برای ساخت انجمن‌های گفتگوست که رایگان نیست. این سیستم از برنامه‌نویسی پی اچ پی (PHP) نوشته شده و توسط شرکت Jelsoft Enterprises عرضه می‌شود.

## تاریخچهٔ وی‌بولتن
اولین نگارش ویبولتن در سال ۲۰۰۰ منتشر شد که شهرتش بیشتر به خاطر شباهت با سیستم UBB.classic بود. زیرا UBB.classic با سیستم پرل نوشته شده بود و وی‌بولتن همان امکانات را با استفاده از php عرضه می‌کرد.
بعد از آن وی‌بولتن Lite و سپس وی‌بولتن ۲ منتشر شد که بیشتر مسائل امنیتی وی‌بولتن را حل کرده بود.
سپس نگارش ۳ که تغییرات اساسی را دربر گرفته بود انتشار یافت که حاوی امکاناتی از قبیل استفاده اس CSSها و آژاکس و غیره بود.
پس از نگارش سوم وی‌بولتن که با استقبال زیادی مواجه شد، وی‌بولتن نگارش ۴ منتشر شد که علاوه بر امکانات جدید دارای بخش مدیریت محتوا نیز بود. ضمن اینکه افزودنی‌های برنامه امکاناتی مثل ایجاد سیستم مدیریت وبلاگ و مرتبط کردن سایت با سایت فیس بوک را اضافه کرد.
واپسین نگارش منتشر شده وی‌بولتن ۵ (ارتباط) است. در وهله نخست در این نگارش به مباحث امنیّتی توجه ویژه‌ای شده و همچنین به صورت ویژه‌ای حالت انجمنی به حالت یک جامعه مجازی (بیشتر شبیه به فیس‌بوک) تغییر یافته. برای مثال علاوه بر قابلیت پست گذاشتن در تاپیک‌ها، کاربران قادر خواهند بود کامنتی برای هر مطلب قرار دهند و نظر خود را به صورت مختصر اعلام نمایند. از ویژگی‌های دیگر نگارش جدید، سئوی بسیار جهش یافته نسبت به نسخه‌های قبلی‌ست. به گونه‌ای که دیگر نیازی به نصب برنامه‌ها و پلاگین‌های جانبی مانند VBSeo نیست. ظاهر وی‌بولتن و استفاده بهینه تر از جی‌کوئری نیز از ویژگی‌های جدید نگارش پنجم است. قیمت این نگارش هم‌اکنون برای ارتقاء از نسخه‌های قبلی به این نسخه ۲۰۹٫۰۰$ و هزینه لایسنس جدید نیز برابر با ۲۴۹٫۰۰$ است.

## انواع وی‌بولتن
وی‌بولتن در دو نوع عرضه می‌گردد:

### نگارش انجمن
این نگارش تنها دارای بخش انجمن است که شباهت زیادی به سیستم IPB دارد.

### نگارش مدیریت محتوا
این نگارش علاوه بر انجمن دارای بخش مدیریت محتوا و همچنین وبلاگ نیز هست. این نگارش با هزینهٔ بالاتری فروخته می‌شود.

## نگارش‌های غیرقانونی
نگارش‌هایی از وی‌بولتن تحت عنوان «نال شده» در اینترنت موجود است که در صورت استفاده از آن‌ها شرکت Jelsoft Enterprises از راه‌های قانونی اقدام به بستن سایت متخلف خواهد کرد.

## وی‌بولتن نال‌شده
پس از چند سال از انتشار نسخه ۳ وی‌بولتن، شرکت‌های کرک و نال به صورت غیرقانونی دست به نال/کرک وی‌بولتن زده‌اند.
درصورت مشاهده سایت شما توسط شرکت جلسافت، با هاستینگ شما توسط این شرکت تماس گرفته می‌شود و درخواست ساسپند کردن سایت شما را می‌دهد.
همچنین شما نمی‌توانید پلاگین (هک)های موجود در سایت اصلی وی‌بولتن را دریافت نمایید و از پشتیبانی توسط جلسافت محروم خواهید شد.
البته امنیت نسخه‌های نال شده مانند نسخه‌های اصلی نمی‌باشد و امنیت ضعیفی دارند.
شرکت‌های نال‌کننده وی‌بولتن: PNX ,FS ,DGT ,vBarea و غیره.

## پشتیبانی
وی‌بولتن دارای سیستم پشتیبانی متنی و تلفنی است. پشتیبانی متنی به صورت محدود رایگان بوده اما برای پشتیبانی تلفنی باید هزینه پرداخت کرد.

## VBSeo
تقریباً پرکاربردترین پلاگین جانبی ویبولتن است. وی بی سئو محبوب‌ترین پلاگین جانبی در نسخه‌های ۳ و ۴ برای سئو کردن انجمن ساز ویبولتن است. این پلاگین برای سئوی ویبولتن در این دو نسخه عملکردی بسیار عالی داشت. امکاناتی که وی بی سئو برای ویبولتن ارائه می‌داد بسیار گسترده‌تر از سئوی صرف انجمن بود. از جمله این امکانات اضافی سئوی لینک‌ها، امکان تغییر شکل لینکها، امکان جایگزینی برخی کلمات در انجمن، امکان لینک کردن کلمات خاص به لینکهای مرتبط و بسیاری امکانات دیگر.
با ارائه نسخه جدید انجمن ساز ویبولتن توسط شرکت جلسافت و اضافه شدن امکانات جدید در زمینه سئو گفته شد که ویبولتن ۵ به دلیل سئوی بالا دیگر به وی بی سئو نیاز ندارد. اما در عمل بسیاری از کاربران ویبولتن همچنان از امکانات ویبولتن در زمینه سئو رضایت نداشتند و منتظر ارائه نسخه جدید وی بی سئو بودند اما چند ماه پس از ظهور ویبولتن ۵ مشخص شد که کادر مدیریتی سایت وی بی سئو علاقه‌ای برای ایجاد نسخه جدید و هماهنگ با ویبولتن ۵ ندارند. این در حالی است که بسیاری از کاربران ویبولتن تنها به همین دلیل حاضر به ارتقای انجمنشان از نسخه ۴ به ۵ نیستند. حال باید دید آیا وی بی سئو به پایان راه خود رسیده یا تقاضاهای کاربران برای ارائه نسخه جدید بالاخره مؤسسان آن را قانع به ارائه نسخه جدید خواهد کرد.